# Sundaroa flaveofusca
Sundaroa flaveofusca är en fjärilsart som beskrevs av Swinhoe 1902. Sundaroa flaveofusca ingår i släktet Sundaroa och familjen tofsspinnare. Inga underarter finns listade i Catalogue of Life.